# فلادا روسليكوفا
إلينا فلاديميروفنا روسلياكوفا (الروسية: Елена Владимировна Рослякова ؛ 8 يوليو 1987) عارضة أزياء روسية. ظهرت على أكثر من 400 غلاف مجلة ، بما في ذلك أغلفة Elle و مجلة فوغ . تعتبر فلادا واحدة من أكثر عارضات الأزياء الروسيات نفوذا في 2000 و 2010.

## روابط خارجية
- فلادا روسليكوفا على موقع IMDb (الإنجليزية)
- فلادا روسليكوفا على موقع دليل عارضات الأزياء (الإنجليزية)

- قالب:Models.com
- Vlada Roslyakova on style.com